# مجلس منشة الإقليمي
مجلس منشة الإقليمي (بالعبرية: מועצה אזורית מנשה) هو مجلس إقليمي يقع شرقي مدينة الخضيرة، شمال ووسط السهل الساحلي الإسرائيلي جنوب لواء حيفا. تم تأسيسه في عام 1950 ويضم كيبوتسيم، وموشافيم، وعدة قرى عربية جنوب وادي عارة. تبلغ مساحة نفوذ المجلس حوالي 100,000 دونم. يعرض شعار المجلس حيوان المها كرمز للحياة البرية التي تواجدت بالمنطقة في الماضي. الرئيس الحالي للمجلس هو "إيلان سديه".

## التاريخ
تأسس مجلس منشة الإقليمي في شهر فبراير في عام 1950 كجزء من إنشاء السلطات المحلية في إسرائيل. عندما تأسس المجلس كان يتضمن 11 تجمعًا سكانيًا، أما اليوم فقد وصل عددها إلى 24 تجمعًا سكانيًا منها 3 قرى عربية وهي (ميسر، وأم القطف، والعريان). في عام 1967 بلغ عدد سكان المجلس نحو 5,000 نسمة. في أغسطس 2012 ضمن إطار حل مجلس كتسير-حريش، انضمت كتسير إلى مجلس منشة الإقليمي.

## التركيبة السكانية

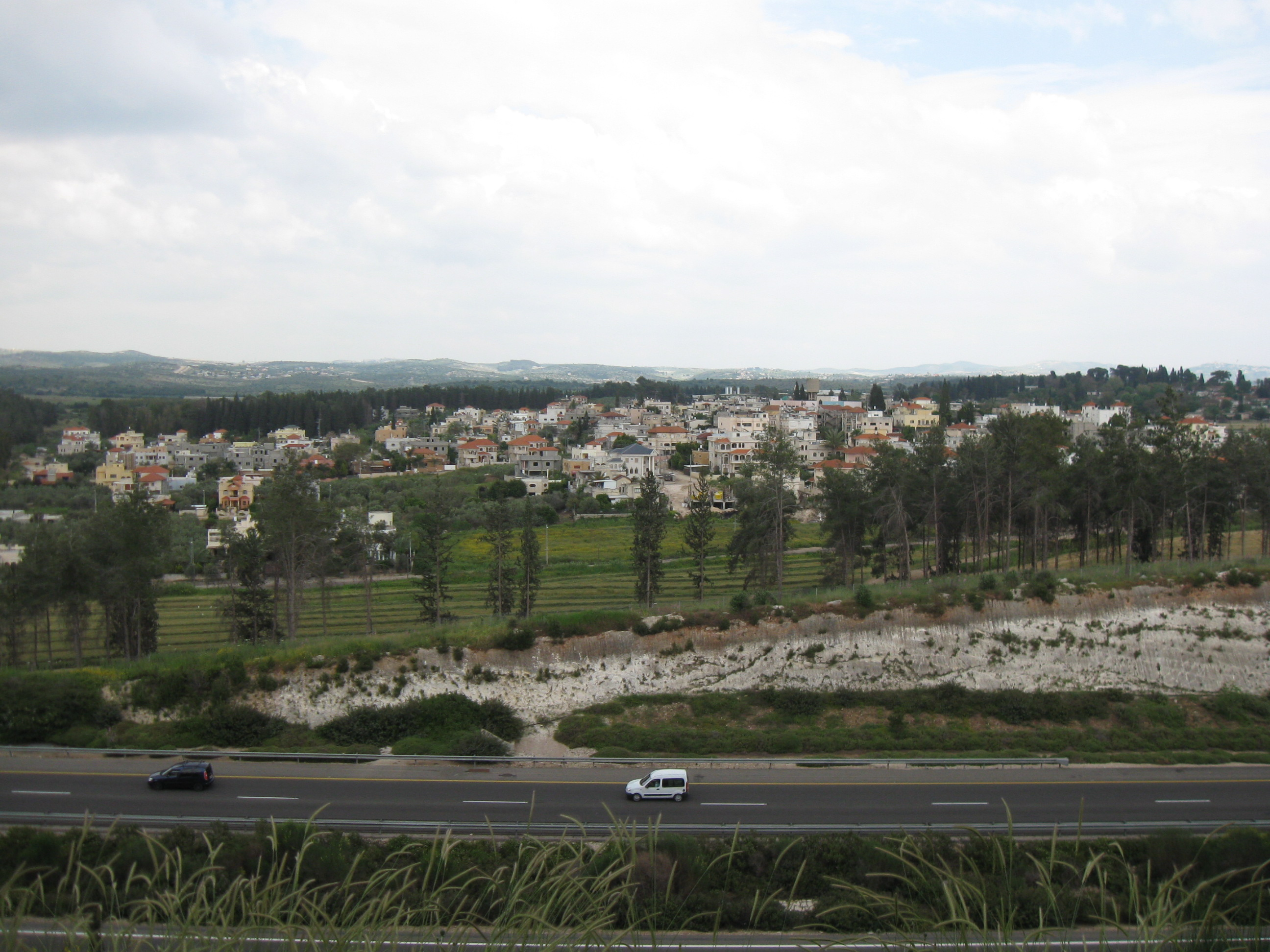
قرية ميسر العربية

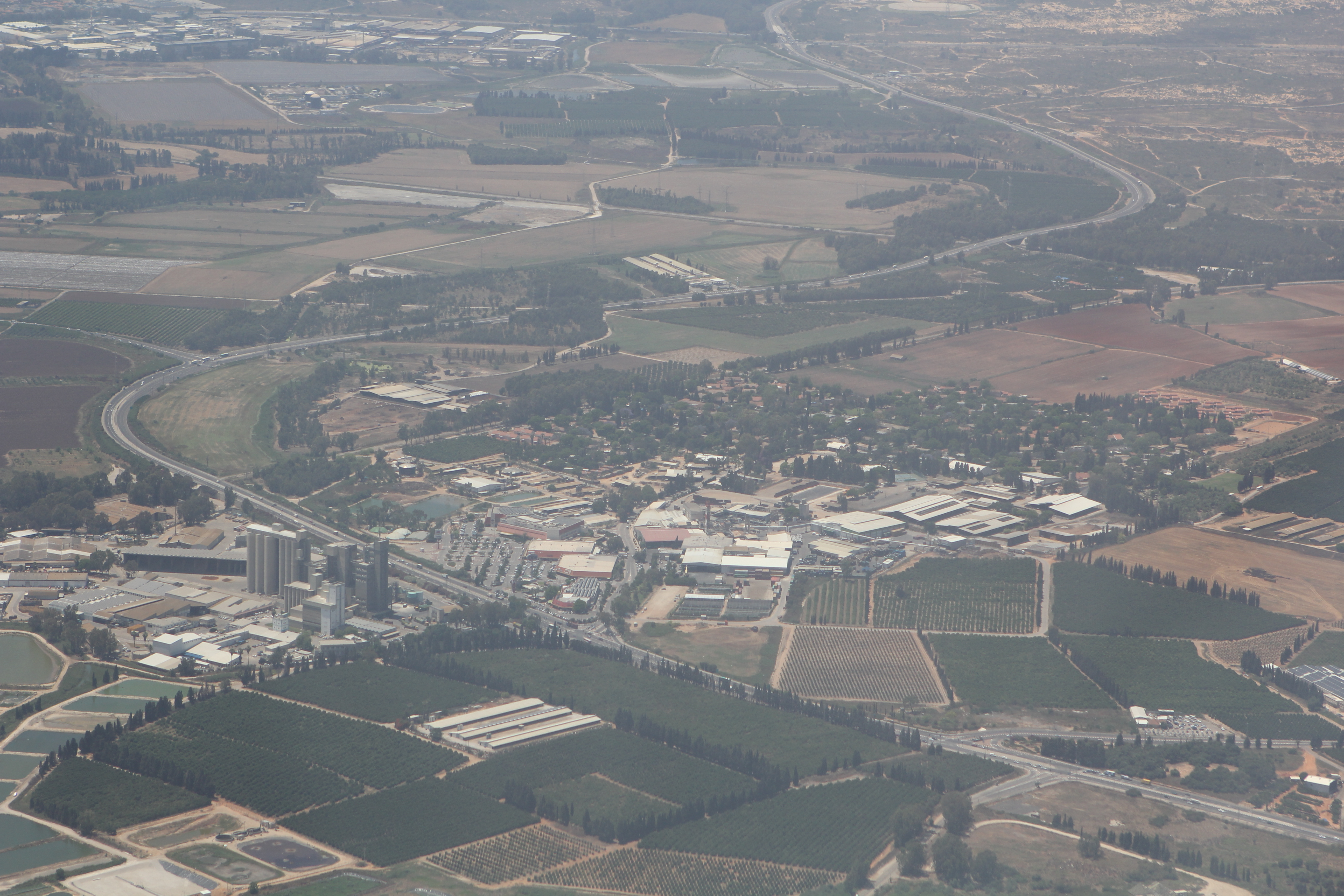
كيبوتس غان شموئيل

وفقًا لتقديرات دائرة الإحصاء المركزية، اعتبارًا من شهر يوليو عام 2023 ، يعيش في نفوذ المجلس نحو 22,401 نسمة (المرتبة 106 من بين السلطات المحلية في إسرائيل). نما عدد السكان بمعدل سنوي قدره 1.5% . حسب المؤشر الاجتماعي والاقتصادي أخذ المجلس تقييم 7 من 10 . بلغت نسبة الطلاب الثانويين الذين نالوا شهادة البجروت في السنة التعليمية (2020 - 2021) حوالي 72.7% . وبلغ متوسط الراتب الشهري لليد العاملة في عام 2019 نحو 10,805 شيكل جديد (المعدل الوطني: 9,745 شيكل جديد).

### التجمعات السكانية
|    | النوع           | التجمع السكاني | عدد السكان (2022) |
| -- | --------------- | -------------- | ----------------- |
| 1  | قرية عربية      | أم القطف       | 1,201 نسمة        |
| 2  | قرية عربية      | العريان        | 190 نسمة          |
| 3  | قرية شبابية     | ألوني يتسحاك   | 304 نسمة          |
| 4  | كيبوتس          | بركاي          | 560 نسمة          |
| 5  | مستوطنة مؤسسية  | غفعات حبيبة    | —                 |
| 6  | موشاف           | غان هشومرون    | 861 نسمة          |
| 7  | كيبوتس          | غان شموئيل     | 964 نسمة          |
| 8  | كيبوتس          | كفار غليكسون   | 356 نسمة          |
| 9  | موشاف           | كفار بينيس     | 1,102 نسمة        |
| 10 | كيبوتس          | لهفوت حبيبة    | 1,061 نسمة        |
| 11 | موشاف           | ماؤور          | 1,479 نسمة        |
| 12 | كيبوتس          | مغال           | 1,219 نسمة        |
| 13 | موشاف           | مي عامي        | 361 نسمة          |
| 14 | قرية عربية      | ميسر           | 2,122 نسمة        |
| 15 | كيبوتس          | معنيت          | 883 نسمة          |
| 16 | مستوطنة مجتمعية | متسبيه إيلان   | 763 نسمة          |
| 17 | كيبوتس          | ميتسر          | 396 نسمة          |
| 18 | كيبوتس          | مشمروت         | 1,252 نسمة        |
| 19 | موشاف           | عين عيرون      | 571 نسمة          |
| 20 | كيبوتس          | عين شيمر       | 689 نسمة          |
| 21 | مستوطنة مجتمعية | كتسير          | 2,933 نسمة        |
| 22 | كيبوتس          | رغافيم         | 546 نسمة          |
| 23 | موشاف           | سديه يتسحاك    | 730 نسمة          |
| 24 | موشاف           | تلمي إلعزار    | 931 نسمة          |

## رؤساء المجلس
- حاييم كفري من معنيت (1950 - 1952)
- هيليل غربية من غان شموئيل (1952 - 1958)
- ليفي أديب من عين شيمر (1958 - 1962)
- يوسيف مناحيم من معنيت (1962 - 1968)
- أفرهام برئيل من بركاي (1968 - 1975)
- بنيامين باغي من غان شموئيل (1975 - 1979)
- شموئيل غفعوني من لهفوت حبيبة (1979 - 1984)
- يائير غاباي من ميتسر (1984 - 1992)
- إيلان سديه من معنيت (منذ 1992 وحتى الآن)

## وصلات خارجية
- menashe.co.il (الموقع الرسمي)

## الألفاظ العبرية
1. ↑  כפר נוער
2. ↑  יישוב מוסדי
3. ↑  יישוב קהילתי